# Satyrium microrrhynchum
Satyrium microrrhynchum är en orkidéart som beskrevs av Rudolf Schlechter. Satyrium microrrhynchum ingår i släktet Satyrium och familjen orkidéer. Inga underarter finns listade i Catalogue of Life.